# Thor Halvorssen Mendoza
Thor Leonardo Halvorssen Mendoza (Caracas, 9 de marzo de 1976) es un defensor de los derechos humanos y productor de cine venezolano con contribuciones en el campo de las políticas públicas, la defensa del interés público, los derechos individuales y las libertades civiles, y la defensa de la democracia.
Halvorssen es fundador del Oslo Freedom Forum anual, una conferencia de derechos humanos descrita por The Economist 2010 como "en camino de convertirse en un equivalente de derechos humanos del foro económico de Davos". Halvorssen es presidente de la Human Rights Foundation, una organización que establece su misión como promover la libertad contra los regímenes autoritarios. Es el Patrono del Movimiento por la Paz de los Niños con sede en la República Checa, On Own Feet. Halvorssen compró la revista de noticias noruega Ny Tid en mayo de 2010.
Las opiniones de Halvorssen han aparecido en The New York Times, The Wall Street Journal, The Washington Post, National Public Radio, Time magazine, The Nation y National Journal, y ha aparecido en medios de televisión como al-Jazeera, BBC News, Fox News. The O'Reilly Factor y Hannity & Colmes, Hardball with Chris Matthews deMSNBC, CNN y HBO. Halvorssen fue ponente en TEDx en la Universidad de Pensilvania en octubre de 2010.

## Biografía
Halvorssen nació el 9 de marzo de 1976 en Caracas, Venezuela. Su padre, Thor Halvorssen Hellum (1943-2014), fue embajador de Venezuela en la lucha contra los narcóticos en la administración de Carlos Andrés Pérez, como Presidente de la CANTV (1976) y como investigador especial en el extranjero de la Comisión del Senado de Venezuela y su madre, Hilda Margarita Mendoza Coburn (1950-2018), fue hija de Eduardo Mendoza Goiticoa y a la vez, descendiente del primer presidente de Venezuela, Cristóbal Mendoza. y de Juana Bolívar Palacios, quien fuese hermana del prócer de la independencia latinoamericana, Simón Bolívar . Por su familia paterna, es nieto de Øystein Halvorssen, cónsul de Noruega en Caracas, que «construyó una dinastía familiar como representante en Venezuela de corporaciones europeas incluyendo Dunlop, Alfa Laval y Ericsson». Halvorssen es primo del líder de la oposición venezolana, Leopoldo López.
Halvorssen asistió a la Universidad de Pensilvania y se graduó en Phi Beta Kappa y magna cum laude, con títulos simultáneos y de posgrado en Ciencias Políticas e Historia. En la universidad fue editor de The Red and Blue, un periódico estudiantil descrito por The Weekly Standard como «una alternativa liberal y conservadora publicada semanalmente por los estudiantes y distribuidas en el campus».
Siendo Halvorssen Jr. estudiante de la Universidad de Pensilvania en 1993, su padre fue detenido mientras investigaba vinculaciones de banqueros venezolanos con el cartel de Medellín por posible lavado de dinero y fraude bancario. Su padre fue torturado, golpeado y estuvo en peligro de ser asesinado, durante su encarcelamiento de 74 días en una prisión de Caracas, por las «falsas» acusaciones de terrorismo. Halvorssen Jr. lideró la campaña para la liberación de su padre, obteniendo la ayuda de Amnistía Internacional, que publicó las protestas junto con otras organizaciones internacionales. Finalmente Halvorssen fue encontrado inocente de todos los cargos. Después de su liberación, la Sociedad Internacional para los Derechos Humanos lo nombró director de su Comisión Panamericana.
Mientras asistía a una protesta del referéndum revocatorio venezolano del 2004, la madre de Halvorssen, Hilda Mendoza Denham fue baleada y herida. De acuerdo con la fundación de derechos humanos, la madre de Halvorssen fue «brutalmente atacada a balazos y herida por supuestos miembros del cuerpo de seguridad del gobierno venezolano, mientras asistía a una pacifica reunión pública». Tres tiradores fueron condenados, pero en abril del 2006 sus sentencias fueron revocadas y permanecieron en prisión, en espera de un nuevo juicio, hasta que fueron juzgados nuevamente y sentenciados a 11 años de prisión.

## Activismo
Halvorssen ha dictado conferencias sobre el tema de los derechos humanos, incluso en la Facultad de Derecho de Harvard, el Junto de la Ciudad de Nueva York, la Asociación de las Naciones Unidas en Nueva York y el American Enterprise Institute. Halvorssen también ha hablado en el parlamento británico para la Sociedad Henry Jackson.
Halvorssen testificó ante el Congreso de los Estados Unidos que fue objeto de una campaña de difamación por parte de Fusion GPS. Halvorssen brindó testimonio ante el Comité Judicial del Senado de los Estados Unidos en julio de 2017.
Él es un autor contribuidor, responsable de las secciones en la historia de la libertad de expresión, de Bringing Justice to the People (2004).
En octubre de 2010 participó como conferencista del TEDx en la Universidad de Pensilvania.
El diario New York Times describió a Halvorssen como «un inconformista que defiende a los desvalidos».

### Lucent Technologies
En 1999, Halvorssen encabezó una campaña en el piso de la asamblea de accionistas de Lucent Technologies, reunión anual de activistas para la creación de una política contra la esclavitud de trabajo mediante el cual Lucent obliga a China a certificar que los productos de Lucent no fueron fabricados utilizando mano de obra esclava. El campamento de Laogai (China), supuestamente encarcela a ocho millones de hombres, mujeres y niños en 1100 fábricas, granjas y otras instalaciones que fabrican una amplia gama de productos de consumo.

### Fundación FIRE
En 1999, Halvorssen se convirtió en primer director ejecutivo y consejero de la Fundación para los Derechos Individuales en la Educación (Foundation for Individual Rights in Education -FIRE-), una organización civil de Estados Unidos cuyo objetivo está centrado en las organizaciones de libertades civiles. Según The Dartmouth Review, FIRE fue concebido como de «igual oportunidad» como antídoto contra la influyente Unión Americana de Libertades Civiles (ACLU) que consideran demasiado partidista.
Halvorssen ha trabajado en cuestiones de libertades civiles con intelectuales públicos de todo el campo político e ideológico. Como jefe de FIRE, formó coaliciones que reunió a las organizaciones de defensa conservadora y libertaria, como la Fundación Heritage, Feministas por la Libertad de Expresión, el Eagle Forum, con más defensores tradicionales de discurso libres tal como la ACLU. Tiene un historial de defensa de las personas tanto de la derecha y de la izquierda del campo político.
En 2001, Halvorssen declaró que,

Libertad de opinión, de discurso, y de expresión es indispensable para un país libre y, en el sentido más profundo, para una sociedad progresista. Si niegan a uno, negarán efectivamente a los otros. Estas verdades han sido ignoradas por largo tiempo y han sido traicionadas en nuestros campus, llegando al peligro de una sociedad libre
Thor Halvorssen

En 2003 en un chat moderado, dijo:

La historia nos ha enseñado que una sociedad que no respeta los derechos individuales, la libertad de conciencia y la libertad de expresión no sobrevive mucho tiempo como una sociedad libre, en cualquier forma.
Thor Halvorssen

En 2003 Halvorssen escribió sobre la huelga general de Venezuela 2002-2003, encaminadas a lograr la renuncia del presidente Hugo Chávez, diciendo que

El pueblo (conocido como "la oposición ") ha adoptado una página de la novela de Ayn Rand, La Rebelión de Atlas.
Thor Halvorssen

USA News y World Report describen a FIRE en febrero de 2004 como «un jugador importante en las guerras del campus», una fuerza emergente «en la censura de mentalidad de los administradores a una defensa en cuclillas».

### Human Rights Foundation
Halvorssen renunció como jefe de FIRE en marzo del 2004 para unirse a su Consejo de Asesores, diciendo que quería ir en una dirección diferente.

En mi país natal, Venezuela, el gobierno pisotea constantemente su constitución, el debido proceso, la libertad de expresión, libertad de movimiento, y la libertad económica están todos bajo asalto. Yo sé de primera mano la facilidad con la que la inocente población civil puede ser detenida e incluso torturada por sus ideas contrarias al gobierno.
Thor Halvorssen

Actualmente no aparece como miembro de la Junta de Asesores FIRE.
Como alguien que "ha entendido la importancia de proteger los derechos humanos", debido a las experiencias de su familia, Halvorssen fundó la Human Rights Foundation (HRF) a principios del 2005. como FIRE, la HRF ha sido concebido como una alternativa a otras organizaciones de derechos humanos que el consideraba inconsistentes. Organizaciones “progresistas" como Human Rights Watch ―en cuya junta directiva hay exmiembros de la CIA, la OTAN, y el Gobierno de Estados Unidos―
Amnistía Internacional pagan por las críticas por haber redefinido los derechos humanos en tal manera de que disminuya el concepto y hacerlo posible", Halvorssen dijo que el grupo será en cambio «campeón de la definición de los derechos humanos que originalmente animaba los movimientos de derechos humanos, centrada en los entrelazados conceptos de la libertad de autodeterminación y la libertad de la tiranía».
La fundación fue constituida en el 2005, la apertura de su sede en Nueva York en agosto del 2006. Su Consejo Internacional incluye varios presos conocidos de conciencia, como Vaclav Havel, Elie Wiesel, Harry Wu, y Vladimir Bukovsky. También incluye activistas por la democracia como Mart Laar, y Garry Kasparov.
Halvorssen es un crítico de los gobiernos de Hugo Chávez y Nicolás Maduro, también ha escrito sobre el antisemitismo, el asalto a la democracia y los derechos individuales en América Latina. [44 críticas] Halvorssen también se ha dirigido a los republicanos de Estados Unidos tales como Jack Kemp, así como a los demócratas John Conyers y José Serrano.
En un simposio de apoyo al exdictador chileno Augusto Pinochet, realizado por la conservadora revista estadounidense National Review, Halvorssen fue el único ponente que condenó al general por sus violaciones a los derechos humanos.

### Oslo Freedom Forum
En 2009, Halvorssen fundó una reunión de defensores de los derechos humanos y legisladores llamada Oslo Freedom Forum. Ha tenido lugar en Oslo anualmente desde entonces. El bloguero de la revista Wired, David Rowan, elogió el evento por sus sesiones y por tener patrocinadores como Peter Thiel, "si el movimiento global de derechos humanos creara su propio cuerpo representativo unificado, se vería así".
The Economist lo llamó 2010 como "en camino de convertirse en un equivalente de derechos humanos del foro económico de Davos". Los participantes incluyen a Nadezhda Tolokonnikova y María Aliójina de Pussy Riot, Lubna al-Hussein de Sudán, Aung San Suu Kyi de Birmania, Ai Weiwei de China, el organizador de protestas de Tahrir Square Wael Ghonim, el fundador de Wikipedia Jimmy Wales, el sobreviviente del Holocausto Elie Wiesel, Marina Nemat de Irán, Peter Thiel, Julian Assange, Václav Havel, Garry Kasparov, Leopoldo López, el premio Nobel Lech Wałęsa y el preso político ruso Mijaíl Jodorkovski.

### Movimiento de Niños por la Paz
Desde 2009, Halvorssen figura como "Patrono" del Movimiento por la Paz de los Niños, On Own Feet. Conocido como el "Movimiento Ciempiés", es un grupo con sede en la República Checa que facilita las relaciones bilaterales entre niños y adolescentes en Polonia, la República Checa, Eslovaquia, Canadá y Noruega con niños en países devastados por la guerra como Afganistán e Irak. El Patrón anterior fue el ex presidente checo Václav Havel.

## Filmografía
Halvorssen coprodujo la película Furia de la Libertad, que fue producido por la ejecutiva Lucy Liu, Quentin Tarantino, y Andrew Vajna. Se estrenó en el Festival de Cine de Tribeca. La película relata la historia del levantamiento popular contra el gobierno socialista que tuvo lugar en Hungría en 1956.
Halvorssen produjo Hammer & Tickle, una película sobre el poder del humor, el ridículo y la sátira como la lengua de la verdad bajo la tiranía soviética- y los chistes como un código para navegar por la falta de conexión entre la propaganda y la realidad y como un medio para resistir el sistema a pesar de la ausencia de la libertad de expresión. Esta película se estrenó en el Tribeca en el 2006 y contó con la actuación de Lech Walesa, Ronald Reagan, Mijail Gorbachov y Roy Medvedev. [1] La película ganó como Mejor Nuevo Cine Documental en el Festival de Cine de Zúrich
La película ganó el premio al mejor nuevo documental en el Zurich Film Festival.
Halvorssen aparece como productor del documental Indoctrinate U, un documental sobre los activistas de izquierda en los campus universitarios que tiene como objetivo «la cultura intolerante y antiintelectual en los campus de Estados Unidos». El teórico literario americano Stanley Fish escribió en el New York Times «la academia invita a las críticas que recibe en este documental».
La película recibió comentarios positivos del Wall Street Journal, London Telegraph, The New York Post, y del comentarista de derechas Lou Dobbs (de CNN) quien describió la película como «extraordinaria».
En el 2008 Halvorssen produce la película La Revolución Cantada, inspirada en la lucha pacífica de Estonia por la independencia política de la ocupación soviética La película se estrenó en el Festival de Cine Noches Oscuras en diciembre de 2006, donde recibió una ovación de pie durante 15 minutos. Desde entonces, se ha convertido en la película documental más exitosa de la historia de Estonia.
Halvorssen produjo The Sugar Babies, una película sobre el tráfico de seres humanos en la República Dominicana y la difícil situación de los trabajadores agrícolas migrantes. Los objetivos del documental son ricamente y políticamente conectadas con los barones del azúcar que viven en West Palm Beach: La familia Fanjul. La película se estrenó en el Florida International University, donde hubo un acalorado intercambio de palabras con el diplomático dominicano y dio lugar a la presencia policial. Ha recibido numerosas críticas negativas alegando que la imagen de la película de las grandes empresas y su relación con el gobierno dominicano era parte de una campaña contra la reputación del país. Las amenazas de muerte contra el director del film y un escándalo de corrupción que implicaban la embajada Dominicana han hecho de la película un tema de intenso interés en los medios de comunicación.
Halvorssen aparece como único productor de 2081, la adaptación cinematográfica del cuento de Kurt Vonnegut, Harrison Bergeron, una película despótica de un futuro en el que un gobierno tiránico arresta, encarcela sin juicio, y tortura a los que no están de acuerdo con la política gubernamental de esterilización forzada y ejecución de discapacitados. Se estrenó en el Festival de Cine de Seattle con las estrellas nominadas al Oscar, Patricia Clarkson, Julie Hagerty, James Cosmo, y Armie Hammer. La música de la película fue compuesta por Lee Brooks y grabada por Kronos Quartet.

## Premios y reconocimientos
Halvorssen ha sido descrito como un defensor de los "desvalidos y los impotentes", mientras que posee "un ardiente deseo de corregir las innumerables injusticias de este mundo" y "no le importa si esas injusticias están siendo cometidas por la 'derecha' o ' ala izquierda'."
La presidenta de la Universidad de Pensilvania, Judith Rodin, honró los logros de Halvorssen al otorgarle el Premio Sol Feinstone por proteger el discurso de los estudiantes.
En 2010, el líder rumano Emil Constantinescu entregó a Halvorssen una medalla de plata presidencial para conmemorar el décimo aniversario de la Revolución rumana de 1989. 
En 2018, Halvorssen recibió el Premio de Justicia Millennium Candler, que honra el liderazgo para lograr un cambio social positivo, presentado en el Museo Millennium Gate.

## Publicaciones
- Halvorssen, L. Thor (1996): Simón Bolívar y la Ilustración. Universidad de Pensilvania, 1996.